# 1156
Cette page concerne l'année 1156  du calendrier julien. Pour l'année 1156 av. J.-C., voir 1156 av. J.-C.
L'année 1156 est une année bissextile qui commence un dimanche.

## Événements
- 25 février : révolte musulmane à Sfax (en Tunisie actuelle) contre la domination normande du royaume de Sicile. Massacre des chrétiens de la ville orchestrée par le gouverneur Omar[1].
- Printemps[2] : Chypre est mise à sac par Renaud de Châtillon, prince d’Antioche et Thoros Ier d’Arménie[3].
  - Renaud de Châtillon, prétextant le refus du basileus Manuel Ier Comnène de lui payer une somme promise, décide de lancer un raid contre l’île byzantine de Chypre. Devant le refus du patriarche latin d’Antioche Aimery de Limoges de financer l’expédition, il le jette en prison, le fait torturer, puis après avoir enduit ses blessures de miel, l’enchaîne et l’expose au soleil aux prises avec des milliers d’insectes. Renaud débarque à Chypre au printemps, défait sans difficultés la garnison byzantine, puis ravage systématiquement l’île : les champs cultivés sont brûlés, les troupeaux massacrés, les églises, les palais et les couvents pillés et incendiés, les femmes violées, les vieillards et les enfants ont la gorge tranchée, les hommes riches emmenés en otage et les pauvres décapités. Avant de quitter l’île avec son butin, Renaud fait rassembler tous les prêtres et les moines grecs et leur fait couper le nez avant de les envoyer à Constantinople[4].

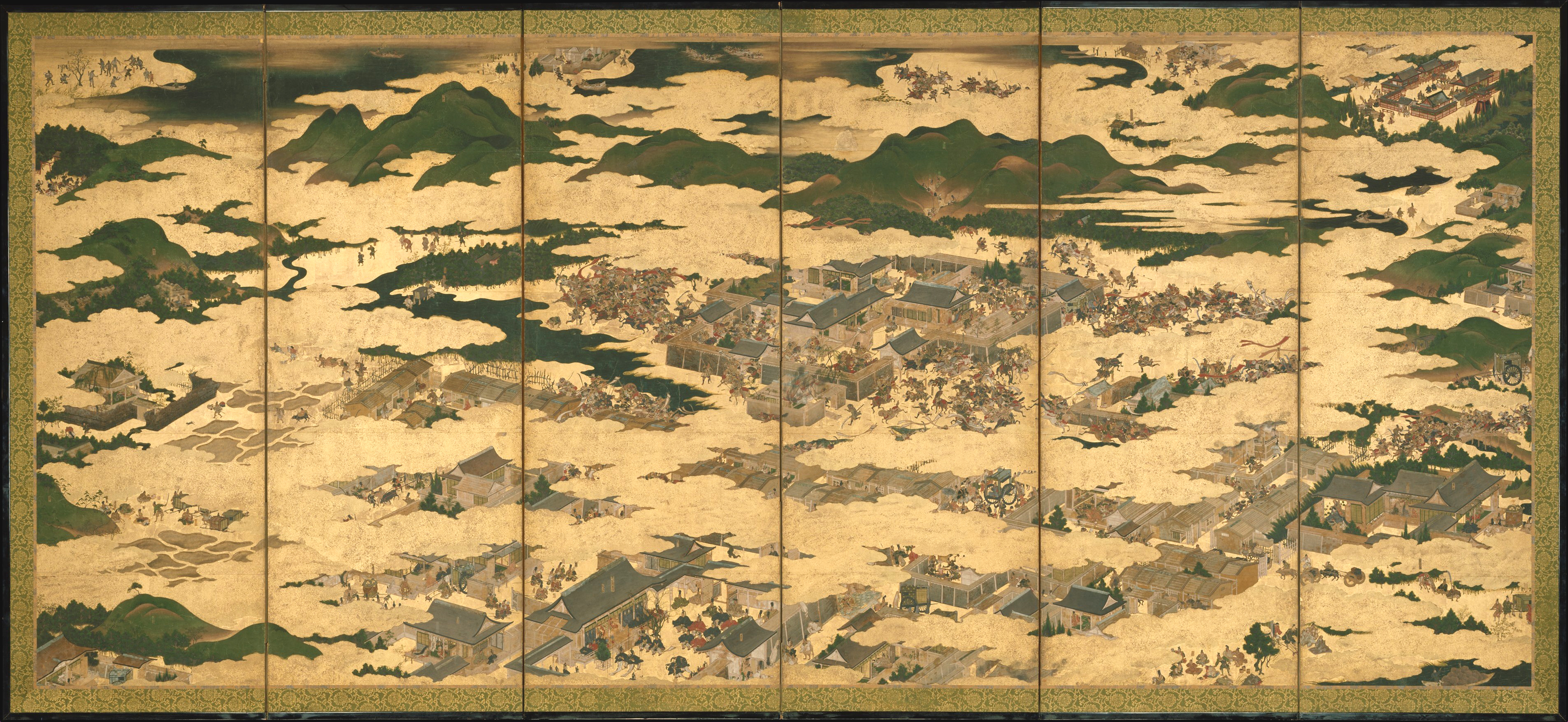
29 juillet : siège du Shirakawa-den.

- 28 juillet[5] : au Japon, courte guerre civile connue sous le nom de rébellion de Hōgen, après la mort de l’empereur retiré Toba. Fujiwara no Yorinaga et Minamoto no Tameyoshi tentent de restaurer l’empereur retiré Sutoku, au détriment de l’empereur Go-Shirakawa ; durant la nuit du 29 juillet, Taira no Kiyomori et Minamoto no Yoshitomo attaquent les rebelles au palais de Shirakawa, au nord-est de Kyoto. Yorinaga et Tameyoshi sont tués et Sutoku est exilé[6].

- 30 juillet : le Chah du Khârezm `Alâ’ ad-Dîn Atsiz décède. Son fils Il-Arslan lui succède (fin en 1172)[7].

- Octobre - novembre : le saljûqide Sanjar, capturé par les envahisseurs Oghuz qui pillent les villes du Khorasan (1153) réussit à se libérer[7]. Il meurt l’année suivante.
- 9 décembre : Constance d’Antioche, son époux Renaud de Châtillon et Thoros d’Arménie assistent à Antioche à la consécration d’une église monophysite en l’honneur de Barsauma[8]

- Chute de Tula au Mexique (ou en 1168 selon les chroniques[9]). Invasion et conquête du Yucatán par les Toltèques survivants à la chute de Tula (fin en 1188). Les Toltèques seront progressivement absorbés par le peuple maya.
- Fondation d'un cloître sur le mont Carmel en Palestine par le moine Berthold de Calabre, à l’origine de l’Ordre du Carmel[10]

### Europe
- 6 janvier : bataille de l’Épiphanie. Godfred V de Man est battu lors d’un combat naval à l’ouest d’Islay, par Somerled, le roi de Kintyre. Le royaume de Man et des Îles est divisé entre les deux hommes[11]. Godred cède les îles au sud d’Ardnamurchan (Mull, Jura et Islay) à Somerled, mais conserve les Hébrides extérieures, Skye et l’île de Man.

- 2 février : Henri II Plantagenêt est à Rouen. Le dimanche suivant il fait hommage au roi Louis VII de France pour la Normandie, l’Aquitaine, le Poitou, l’Anjou, le Maine, et la Touraine[12].

- 14 avril : l’armée byzantine commence le siège de Brindisi[13].
- 28 mai : bataille de Brindisi, en Italie[14]. Guillaume Ier de Sicile rejette les Byzantins des Pouilles.
- 9 juin : l'empereur Frédéric Barberousse épouse à Wurzbourg Béatrice de Bourgogne, héritière du comté de Bourgogne[15].
- 18 juin : traité de Bénévent. Paix entre le pape Adrien IV et le royaume normand de Sicile, qui reconnait la souveraineté pontificale[16].
- Juin : la flotte sicilienne attaque l’Eubée. Selon Nicétas Choniatès, elle aurait atteint Constantinople ; Manuel Ier Comnène se décide à négocier la paix avec Guillaume Ier le Mauvais[17].

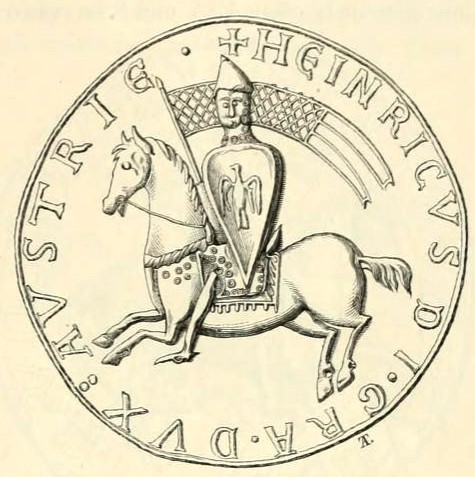
Sceau d’Henri II Babenberg.

- 17 septembre : Frédéric Barberousse promulgue le Privilegium Minus à la diète de Ratisbonne[18]. Henri le Lion se fait reconnaître par l’empereur la possession de la Bavière, à l’exception de la marche de l’Est, qui devient un duché indépendant au profit des Babenberg. En compensation de sa renonciation à ses droits sur la Bavière, Henri II Jasomirgott Babenberg obtient la transformation de la marche d’Autriche en un duché indépendant, héréditaire par les hommes ou les femmes, et d’importants privilèges de juridiction. Il  transfère sa capitale à Vienne.

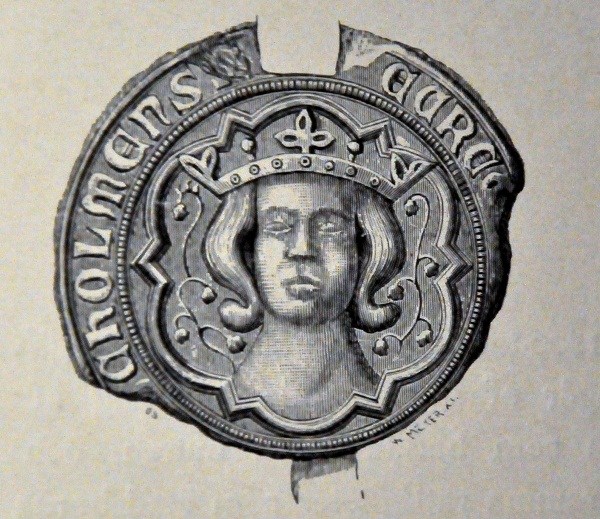
Sceau d’Éric IX de Suède.

- 25 décembre : assassinat du roi de Suède Sverker par les descendants du roi Stenkil. Son successeur, Érik Jedvarsson, le futur saint Érik, christianise le nord de la Suède mais échoue dans sa tentative de croisade en Finlande. Il sera assassiné à son tour par un parti hostile (1160)[19].

- Mort du Ard rí Érenn (roi suprême d’Irlande) Toirdelbach Ua Conchobair (Turlough O’Connor). Muirchertach MacLochlainn devient Ard rí (fin en 1166). Début du règne de Ruaidri Ua Conchobair (Ruaidri O’Connor) sur le Connacht (Ard rí en 1166)[20].
- Le comte de Nantes Hoël est chassé par les Nantais qui se donnent comme comte Geoffroy Plantagenêt, comte d'Anjou et du Maine[21].
- Fondation en Espagne de l’ordre religieux et militaire de San Julián del Pereiro (Ordre d’Alcántara en 1218) pour lutter contre les Maures[22].
- La ville allemande de Worms obtient le droit d'élire ses conseillers et ses juges[23].
- Arcade, successeur de Nifont (ou Niphon), est le premier évêque élu par le vietché de Novgorod[24].